# 케네니사 베켈레
케네니사 베켈레 베예차(암하라어: ቀነኒሳ በቀለ በየቻ, 1982년 6월 13일 ~ )는 에티오피아의 장거리 육상 선수로 현 5000m와 10000m 올림픽 기록, 10000m 세계 기록 보유자이다. 올림픽 10000m 2연패, 세계육상선수권 10000m 4연패의 위업을 달성했으며, 국제 육상 경기 연냉(IAAF) 세계 크로스컨트리 선수권 역사상 가장 많은 우승 경력(11회)을 갖고 있다. 또한 세계 실내 육상 선수권 대회, 세계 육상 선수권 대회(실외), 세계 크로스컨트리 선수권을 모두 제패하면서 실내 트랙, 실외 트랙, 노면의 세 개 지면을 모두 제패한 최초의 선수가 되기도 했다. 이러한 업적들을 바탕으로 그는 역대 최고의 장거리 육상 선수들 중 하나로 평가받고 있다.
한편, 동생인 타리쿠 베켈레 역시 장거리 육상 선수이다.

## 경력
베켈레는 1982년, 에티오피아 오로미아주의 베코지에서 태어나 전설적인 육상 선수 하일레 게브르셀라시에에게 육상을 배웠다. 2001년 8월, 브뤼셀에서 7분 30초 67을 기록, 3000m 주니어 신기록을 경신했으나, 이 기록은 1년 뒤 어거스틴 초게(Augustine Choge)에 의해 깨졌다.
그 다음해인 2002년부터 2006년까지 5년간, 세계 크로스 컨트리 선수권 롱 코스(12km 경주)와 쇼트 코스(4km 경주)를 모조리 제패, 총 10회 우승의 대기록을 세웠다. 2003년, 파리에서 열린 세계육상선수권에 출전, 10000m에서 스승인 게브르셀라시에를 1초 차이로 물리치고 금메달을 따냈으며 5000m에서도 동메달을 추가했다.
베켈레는 경주 막판에 압도적인 속력을 발휘해 사람들을 놀라게 했다. 2003년 6월 오슬로에서 막판 400m를 54초 64에 뛰며 케냐의 아브라함 체비(Abraham Chebii)를 추월했으며, 다음 달 로잔에서도 마지막 200m를 24초대, 100m를 11초대에 뛰는 저력을 발휘했다.
그는 아테네에서 열린 올림픽에서 5000m 은메달, 10000m 금메달을 따내면서 최고의 장거리 선수로 자리매김했다. 이 해 5월 IAAF 그랑프리 5000m에서 12분 37초 35로, 6월 황금 스파이크 육상 대회에서 26분 20초 31 세계 신기록을 세우기는 했지만, 사실 10000m에는 이 종목 올림픽 3회 연속 우승을 노리는 하일레 게브르셀라시에(에티오피아)가 있었다. 하지만 세계 선수권 대회 10000m에서 1993년부터 1999년까지 4회 연속 우승을 하기도 한 '장거리의 황제'였던 게브르셀라시에는 아테네 올림픽이 끝난 뒤 '떠오르는 별' 베켈레 때문에 10000m를 떠나 마라톤으로 종목을 바꿨다.

### 2005년부터 2008년까지
2005년 1월 4일, 베켈레의 약혼녀였던 알렘 테칼레가 베켈레와 함께 뛰던 도중 심장마비로 사망하는 사건이 일어났다. 알렘 테칼레는 2003년 세계 유스 육상선수권 1500m에서 우승했던 유망한 육상 선수로, 같은 트레이너 조스 허만스(Jos Hermans)의 트레이닝을 받고 있었다. 부검이 이루어졌음에도 불구하고 테칼레의 사인이 정확히 밝혀지지 않았고, 이 때문에 약물 복용이 사인이며, 허만스의 트레이닝을 받는 선수들이 약물을 복용하고 있다는 의혹이 생겨났다. 하지만, 베켈레의 경우 아무런 증거가 발견되지 않아 이 일에 연루되지 않았다.
약혼녀가 죽은 후, 베켈레는 큰 충격을 받아 훈련을 중단했으며, 이후 열린 경기들에서 연달아 패하며 슬럼프에 빠졌다. 하지만 그 해 3월에 열린, 세계 크로스컨트리 선수권 쇼트 코스와 롱 코스를 우승하면서 기량을 회복했고 그 해 8월에 열린 세계선수권 10000m에서 우승, 세계선수권 10000m 2연패를 달성하는 데도 성공했다. 8월 26일, 브뤼셀에서 열린 골든 리그 메모리얼 반 담 대회 10000m에선, 기존에 자신이 갖고 있던 기록을 3초 줄인 26분 17초 53의 세계신기록을 세웠다. 이런 성과들을 바탕으로 트랙&필드(Track&Filed) 지에서 선정하는 올해의 육상 선수에 선정됐다.
다음 해인 2006년 3월, 모스크바에서 열린 세계실내육상선수권대회 3000m에서 우승하면서, 세계실내육상선수권(실내 트랙), 세계육상선수권(실외), 세계크로스컨트리선수권(도로)을 모두 제패, 각기 다른 세 개 지면에서 세계 챔피언에 오른 최초의 선수가 됐다. 또 그 해 골든리그 5000m에서 6개 대회를 모두 제패하며, 83,333달러의 상금을 획득했다.
2007년 2월 17일, 그는 영국 버밍엄에서 4분 49초 99의 기록으로 실내 2000m 세계신기록을 경신하는 데 성공했다. 다음 달인 3월 24일, 케냐 몸바사에서 열린 세계 크로스컨트리 선수권에 출전, 대회 사상 최초로 6연패에 도전했지만 몸바사의 매우 덥고 습한 날씨를 이기지 못하고 기권했으며, 결국 우승은 에리트레아의 제르세나이 타데세에게 돌아가고 말았다. 이 날, 케냐의 관중들은 라이벌인 에티오피아의 베켈레가 기권하자 박수를 치고 기뻐하는 모습을 보여, 세계 육상계의 빈축을 샀다.
그 해 열린 2007년 세계육상선수권대회 10000m에 출전, 실레시 시히네를 제치고 금메달을 따며 세계선수권 3연패를 달성했으며, 11월 18일엔, 아디스아바바의 쉐라톤 아디스(Sheraton Addis)에서 에티오피아 영화배우 Danawit Gebregziabher와 결혼식을 치렀다.
2008년 3월, 그는 에딘버러에서 열린 2008년 세계 크로스컨트리 선수권에 출전해 우승을 차지했다. 이 우승을 통해 베켈레는 여섯 번째 우승을 달성, 다섯 번의 우승을 차지한 존 느구기와 폴 터갓을 물리치고 세계크로스컨트리선수권 사상 최다 우승자가 됐다. 베켈레는 이 대회 롱 코스(12km)에서 6번, 쇼트 코스(4km)에서 5번 우승했으며 2001년 주니어 경기(8km)에서 1번 우승했었고, 각 국가별로 주어지는 팀별 부문에선 4번의 금메달을 획득했다. 그는 이 대회에서 금메달 16개, 은메달 9개, 동메달 2개를 획득해 총 27개의 메달을 땄다.

### 2008년 이후
2008년 하계 올림픽에 출전한 베켈레는 8월 17일 열린 10000m 경기에서, 27분 01초 17의 올림픽 신기록을 세우며 금메달을 따냈다. 이로써 올림픽 10000m 2연패를 달성, 파보 누르미, 에밀 자토펙, 라세 비렌, 하일레 게브르셀라시에 등과 함께 올림픽 10000m를 2번 제패한 선수의 반열에 올랐다. 6일 뒤인 23일 열린 5000m 경기에서도 12분 57초 82의 기록으로 기존 올림픽 기록을 8초가량 앞당기며 금메달을 따냈다.
그는 다음 해인 2009년 세계 육상 선수권에 출전해 5000m와 10000m를 석권했다. 이로써 그는 세계 육상 선수권 10000m 4연패를 달성했고, 세계 육상 선수권 사상 최초로 한 대회에서 5000m와 10000m를 모두 제패한 선수가 됐다. 세계육상선수권 대회가 끝난 뒤인 9월 4일, 그는 100m와 200m 세계 신기록 보유자인 우사인 볼트에게 600m 대결을 제안해 관심을 모으기도 했다.
한편, 베켈레는 2009년 골든 리그 5000m에서 6개 대회를 모두 제패하며 333,333달러의 상금을 획득했다.

## 성적

### 개인 최고 기록
| 종목         | 기록          | 날짜         | 장소           |
| ------------ | ------------- | ------------ | -------------- |
| 1500m        | 3:32.35       | 2007. 09. 28 | 상하이         |
| 1마일 (실내) | 4:01.57       | 2006. 02. 03 | 뉴욕           |
| 2000m (실내) | 4:49.99 (WR)  | 2007. 02. 17 | 버밍엄         |
| 3000m        | 7:25.79       | 2007. 08. 07 | 스톡홀름       |
| 3000m (실내) | 7:30.51       | 2007. 02. 20 | 스톡홀름       |
| 2마일        | 8:13.51       | 2007. 05. 26 | 헹겔로         |
| 2마일 (실내) | 8:04.35 (WR)  | 2008. 02. 16 | 버밍엄         |
| 5000m        | 12:37.35 (WR) | 2004. 05. 31 | 헹겔로         |
| 5000m (실내) | 12:49.60 (WR) | 2004. 02. 20 | 버밍엄         |
| 10000m       | 26:17.53 (WR) | 2005. 08. 26 | 브뤼셀         |
| 10km (도로)  | 27:49         | 2012. 04. 15 | 더블린         |
| 15km (도로)  | 42:42         | 2001. 12. 09 | 스헤이렌베르흐 |

### 주요 대회 성적
| 날짜            | 종목      | 대회                            | 장소         | 순위 | 기록     | 기타 |
| --------------- | --------- | ------------------------------- | ------------ | ---- | -------- | ---- |
| 2001년 3월 24일 | 쇼트 코스 | 2001년 세계 크로스컨트리 선수권 | 오스텐더     | 2위  | 12:42    |      |
| 2002년 3월 23일 | 쇼트 코스 | 2002년 세계 크로스컨트리 선수권 | 더블린       | 1위  | 12:11    |      |
| 2002년 3월 24일 | 롱 코스   | 2002년 세계 크로스컨트리 선수권 | 더블린       | 1위  | 34:52    |      |
| 2003년 3월 29일 | 쇼트 코스 | 2003년 세계 크로스컨트리 선수권 | 로잔         | 1위  | 11:01    |      |
| 2003년 3월 30일 | 롱 코스   | 2003년 세계 크로스컨트리 선수권 | 로잔         | 1위  | 35:56    |      |
| 2003년 8월 24일 | 10000m    | 2003년 세계 육상 선수권 대회    | 파리         | 1위  | 26:49.57 |      |
| 2003년 8월 31일 | 5000m     | 2003년 세계 육상 선수권 대회    | 파리         | 3위  | 12:53.12 |      |
| 2004년 3월 20일 | 쇼트 코스 | 2004년 세계 크로스컨트리 선수권 | 브뤼셀       | 1위  | 11:31    |      |
| 2004년 3월 21일 | 롱 코스   | 2004년 세계 크로스컨트리 선수권 | 브뤼셀       | 1위  | 35:52    |      |
| 2004년 8월 20일 | 10000m    | 2004년 하계 올림픽              | 아테네       | 1위  | 27:05.10 |      |
| 2004년 8월 28일 | 5000m     | 2004년 하계 올림픽              | 아테네       | 2위  | 13:14.59 |      |
| 2005년 3월 19일 | 쇼트 코스 | 2005년 세계 크로스컨트리 선수권 | 생테티엔     | 1위  | 11:33    |      |
| 2005년 3월 20일 | 롱 코스   | 2005년 세계 크로스컨트리 선수권 | 생테티엔     | 1위  | 35:06    |      |
| 2005년 8월 8일  | 10000m    | 2005년 세계 육상 선수권 대회    | 헬싱키       | 1위  | 27:08.33 |      |
| 2006년 4월 1일  | 쇼트 코스 | 2006년 세계 크로스컨트리 선수권 | 후쿠오카     | 1위  | 10:54    |      |
| 2006년 4월 2일  | 롱 코스   | 2006년 세계 크로스컨트리 선수권 | 후쿠오카     | 1위  | 35:40    |      |
| 2006년 8월 9일  | 5000m     | 2006년 아프리카 육상 선수권     | 밤부스       | 1위  | 14:03.41 |      |
| 2006년 9월 10일 | 5000m     | 2006년 세계 육상 파이널         | 슈투트가르트 | 1위  | 13:48.62 |      |
| 2007년 8월 27일 | 10000m    | 2007년 세계 육상 선수권 대회    | 오사카       | 1위  | 27:05.90 |      |
| 2008년 3월 30일 | 롱 코스   | 2008년 세계 크로스컨트리 선수권 | 에딘버러     | 1위  | 34:38    |      |
| 2008년 8월 17일 | 10000m    | 2008년 하계 올림픽              | 베이징       | 1위  | 27:01.17 |      |
| 2008년 8월 23일 | 5000m     | 2008년 하계 올림픽              | 베이징       | 1위  | 12:57.82 |      |
| 2009년 8월 17일 | 10000m    | 2009년 세계 육상 선수권 대회    | 베를린       | 1위  | 26:46.31 |      |
| 2009년 8월 23일 | 5000m     | 2009년 세계 육상 선수권 대회    | 베를린       | 1위  | 13:17.09 |      |

### 세계 신기록
| 종목        | 기록     | 날짜       | 장소             | 비고            |
| ----------- | -------- | ---------- | ---------------- | --------------- |
| 5000m(실내) | 12:49.60 | 2004-02-20 | 버밍엄, 영국     | 현재 세계신기록 |
| 5000m       | 12:37.35 | 2004-05-31 | 헹겔로, 네덜란드 | [ E ]           |
| 10000m      | 26:20.31 | 2004-06-08 | 오스트라바, 체코 |                 |
| 10000m      | 26:17.53 | 2005-08-26 | 브뤼셀, 벨기에   | 현재 세계신기록 |
| 2000m(실내) | 4:49.99  | 2007-02-17 | 버밍엄, 영국     | 현재 세계신기록 |
| 2마일(실내) | 8:04.35  | 2008-02-16 | 버밍엄, 영국     | 현재 세계신기록 |